# Hualcán
El Hualcán (possiblement del quítxua wallqa, walqa, -n a sufix) és una muntanya de la Cordillera Blanca, al centre del Perú, a la serralada dels Andes, que s'eleva fins als 6.122 msnm.
Està situat a la regió d'Ancash, entre el districtes de Chacas (a la província d'Asunción) i el de Carhuaz (província de Carhuaz); al sud-est del Chequiaraju.